# Saranno uomini
Saranno uomini è un film del 1957 diretto da Silvio Siano.

## Produzione
Le riprese degli interni furono effettuate negli stabilimenti di Cinecittà, mentre alcune scene in esterni furono girate nel centro storico di Genova.

## Colonna sonora
- Mambo capital, di Franco Giordano
- L'attesa, di Franco Giordano

## Accoglienza

### Incassi
Il film incassò al botteghino 101.231.000 lire.

### Critica
(T. C., l'Unità, 26 luglio 1957)
(Umberto Tani, Intermezzo n. 14/15, 15 agosto 1957)
(Leo Pestelli, La Stampa, 21 agosto 1957)
(Corriere della Sera, 1 ottobre 1957)